# 789 هـ
789 هـ هي سنة في التقويم الهجري امتدت مقابلةً في التقويم الميلادي بين سنتي 1387 و1388.

## أحداث
- بناء قلعة برقوق في خان يونس